# Grote Prijs Stad Sint-Niklaas

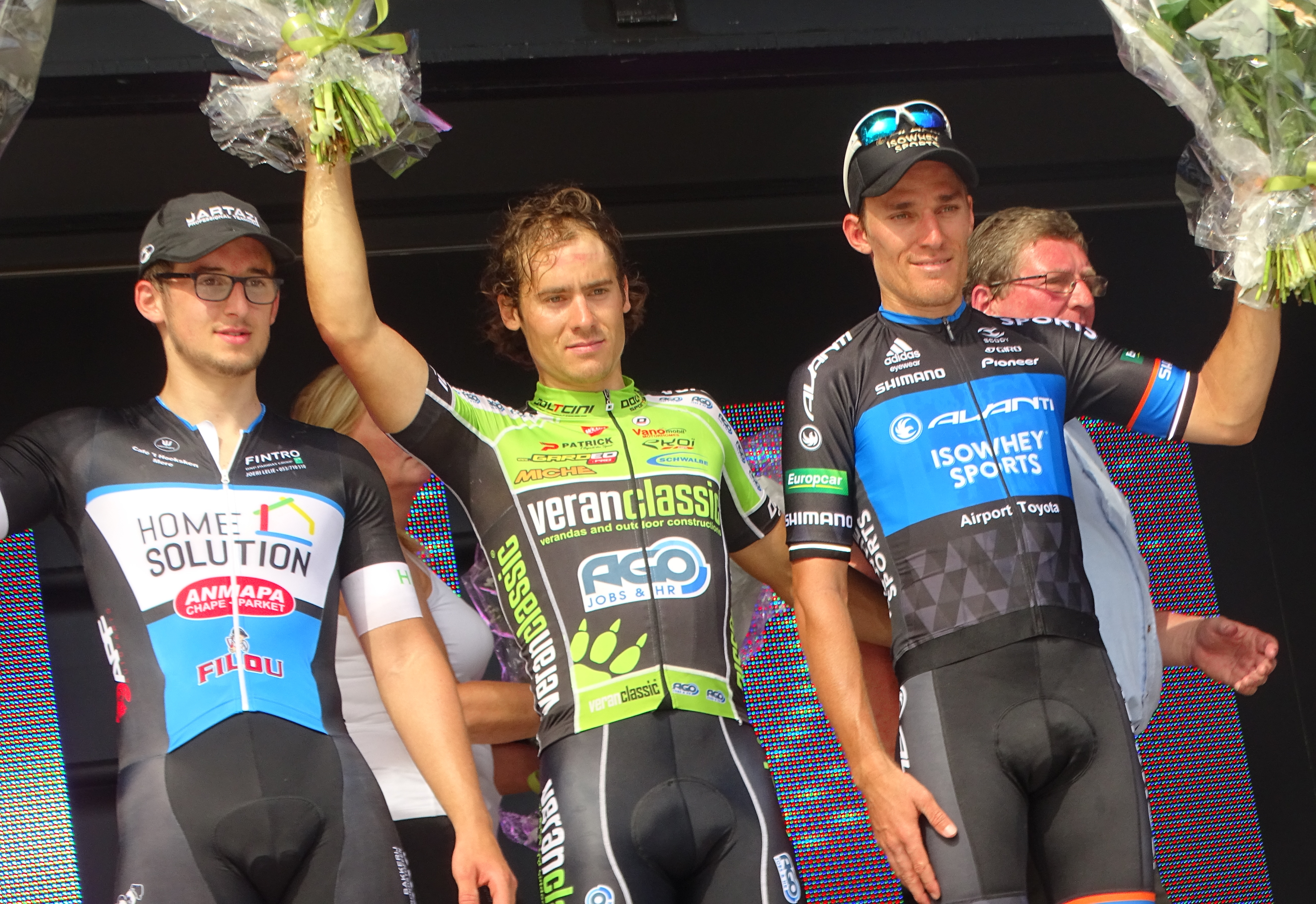
Grote Prijs Stad Sint-Niklaas 2016

Der Grote Prijs Stad Sint-Niklaas ist ein belgisches Eintagesrennen im Straßenradsport, das seit 1932 in Sint-Niklaas ausgetragen wird. In den Jahren 2016 und 2017 war es eine Veranstaltung der Kategorie 1.2 in der UCI Europe Tour der Union Cycliste Internationale (UCI). Das Rennen hat bisher (Stand 2024) 93 Austragungen.

## Palmarès
- 1932  Frans Bonduel und  Romain Gijssels
- 1933  Romain Ghijssels
- 1934  Fred Hamerlinck
- 1935  Gérard Loncke
- 1936  Antoon Cavé
- 1937  Michel D’Hooghe
- 1938  Roger Gyselinck
- 1939  Alfons Deloor
- 1940  Frans Cools
- 1941  Emiel Faingnaert
- 1942  Georges Claes
- 1943  Georges Claes
- 1944  Eugeen Jacobs
- 1945  Karel De Baere
- 1946  Theofiel Middelkamp
- 1947  Gerrit Schulte
- 1948  Achiel Buysse
- 1949  Frans Van de Zande
- 1950  Isidore De Ryck
- 1951  Karel De Baere
- 1952  Jaak Brutijn
- 1953  Jozef De Feyter
- 1954  Jan De Valck
- 1955  Ludo Van Der Elst
- 1956  Marcel Rijckaert
- 1957  Léopold Schaecken
- 1958  Karel De Baere
- 1959  Jan Van Gompel
- 1960  Ronald Buys
- 1961  Rik Van Steenbergen
- 1962  Gilbert Maes
- 1963  Gilbert Maes
- 1964  Léo Van Dongen
- 1965  Bart Zoet
- 1966  Henri Pauwels
- 1967  Theo Verschueren
- 1968  Valère Van Sweevelt
- 1969  Theo Verschueren
- 1970  Peter Head
- 1971  Roger Rosiers
- 1972  Richard Bukacki
- 1973  Julien Stevens
- 1974  Ronny Van De Vijver
- 1975  Benny Schepmans
- 1976  Frans Van Looy
- 1977  Willem Peeters
- 1978  Cees Priem
- 1979  Jacques Osmont
- 1980  Johnny De Nul
- 1981  Jos Gijsemans
- 1982  Johnny De Nul
- 1983  Etienne De Wilde
- 1984  Jan Bogaert
- 1985  Frans Van Vlierberghe
- 1986  John Bogers
- 1987  Jan Bogaert
- 1988  Jan Bogaert
- 1989  Dirk Heirweg
- 1990  Jan Bogaert
- 1991  Michel Cornelisse
- 1992  Johan Devos
- 1993  Patrick De Wael
- 1994  Raymond Meijs
- 1995  Jans Koerts
- 1996  Geert Van Bondt
- 1997  Peter Spaenhoven
- 1998  Wim Omloop
- 1999  Niko Eeckhout
- 2000  Danny Daelman
- 2001  Jurgen Vermeersch
- 2002  Geert Omloop
- 2003  Youri Deliens
- 2004  Tom Steels
- 2005  Serge Baguet
- 2006  Nico Eeckhout
- 2007  Stijn Devolder
- 2008  Greg Van Avermaet
- 2009  Kristof Goddaert
- 2010  Wouter Weylandt
- 2011  Nico Eeckhout
- 2012  Egidijus Juodvalkis
- 2013  Leigh Howard
- 2014  Maarten Craeghs
- 2015  Dries De Bondt
- 2016  Justin Jules
- 2017  Gerben Thijssen
- 2018  Michiel Dieleman
- 2019  Benjamin Verraes
- 2020 nicht veranstaltet
- 2021  Louis Blouwe
- 2022  Joren Segers
- 2023  Kobe Vanoverschelde
- 2024  Matthew Van Schoor
- 2025 nicht veranstaltet